# ナカメキノ
ナカメキノは、東京都目黒区中目黒で、地域活性化（地域おこし）を目的に2013年より実施されているイベントの名称。イベントは、映画の無料上映を中心とした内容である。

## 来歴
中目黒地区においては、従来「桜まつり」以外の時期に人が集まるイベントがほとんど存在しなかった。また、地価の上昇によって閉店を余儀なくされる個人商店が出るといった現象もあった。この状況を打破するために、地元の有志らによるNPO法人がナカメアルカスで、定期開催の露店市場「中目黒村マルシェ」を2012年9月より開始した。この有志グループに映画解説者の中井圭らが加わり、「劇場で映画を鑑賞することを若い世代に体験してもらう」ことをねらって映画の無料上映イベントが企画された。
2012年11月24日にプレイベントとして「中目黒シネマズ」を開催。2013年1月17日より「ナカメキノ」と名称を変更し、1月26日にナカメキノとしての第1回を開催した。以後、月に1度のペースで開催されている。